# Patacamaya
Patacamaya är en ort i Bolivia.   Den ligger i departementet La Paz, i den centrala delen av landet, 300 km nordväst om huvudstaden Sucre. Patacamaya ligger 3 799 meter över havet och antalet invånare är 12 260.
Terrängen runt Patacamaya är kuperad norrut, men söderut är den platt. Patacamaya är det största samhället i trakten. 
Omgivningarna runt Patacamaya är i huvudsak ett öppet busklandskap. Runt Patacamaya är det ganska glesbefolkat, med 22 invånare per kvadratkilometer.